# Al Sharpton
Alfred Charles "Al" Sharpton, Jr., född 3 oktober 1954 i Brooklyn i New York, är en amerikansk baptistpastor och presidentkandidat.
Sharpton var kandidat i Demokratiska partiets primärval inför presidentvalet i USA 2004. Efter förluster i flera delstater meddelade han i mars 2004 sitt stöd till primärvalens vinnare, presidentkandidaten John Kerry. Sharpton utpekades som en potentiell kandidat inför presidentvalet i USA 2008 men avböjde.